# Zentralafrikanische Badminton-Föderation
Die Zentralafrikanische Badminton-Föderation (französisch Fédération Centrafricaine de Badminton) ist die oberste nationale administrative Organisation in der Sportart Badminton der Zentralafrikanischen Republik. Sitz des Verbandes ist in Bangui. Der Verband wird durch die Badmintonnationalmannschaft der Zentralafrikanischen Republik repräsentiert.

## Geschichte
Die Zentralafrikanische Badminton-Föderation wurde 2003 unter Ionela Gouandjika gegründet. Der Verband wurde dann Mitglied im kontinentalen Dachverband African Badminton Confederation und in der Badminton World Federation. Internationale Titelkämpfe der Zentralafrikanischen Republik gibt es noch nicht. Die Zentralafrikanische Badminton-Föderation gehört dem Comité National Olympique et Sportif Centrafricain an.

## Bedeutende Veranstaltungen, Turniere und Ligen
- Einzelmeisterschaften

## Bedeutende Persönlichkeiten
- Ionela Gouandjika (Präsidentin 2003–2011)
- Guy Bertrand Damango (Präsident 2011–2015)
- Guy-Armand Beninga Balcilia (Präsident seit 2015)